# Villanueva de Alcardete
Villanueva de Alcardete – gmina w Hiszpanii, w prowincji Toledo, w Kastylii-La Mancha, o powierzchni 147,26 km². W 2011 roku gmina liczyła 3761 mieszkańców.